# Kai Uwe Tapken
Kai Uwe Tapken (* 18. August 1965 in Bamberg) ist ein deutscher Militärhistoriker und Museumsleiter.

## Leben und Wirken
Tapken wurde in Bamberg geboren und besuchte von 1976 bis 1982 das dortige Dientzenhofer-Gymnasium. Nach dem Abitur 1985 am Steigerwald-Landschulheim Wiesentheid studierte er Neueste und Alte Geschichte sowie Archäologie des Mittelalters und der Neuzeit in Bamberg, Bayreuth und Kiel. Seine Bamberger Magisterarbeit (1993) schrieb er zum Thema Bamberg als Garnisonsstadt im 19. und beginnenden 20. Jahrhundert. 1999 wurde er bei Karl Möckl an der Otto-Friedrich-Universität Bamberg mit der Dissertation Die Reichswehr in Bayern von 1919 bis 1924 zum Dr. phil. promoviert.
1994/95 war er freier Mitarbeiter und von 1995 bis 1997 wissenschaftlicher Volontär am Historischen Museum Bamberg. Danach organisierte er die dortige Andechs-Meranier-Ausstellung. Bis 2000 war er wissenschaftlicher Mitarbeiter des Museums. Von 2000 bis 2003 war er Leiter des Henneberg-Museums in Münnerstadt. Von 2003 bis 2008 war er als Nachfolger von Joachim Niemeyer Direktor und Geschäftsführer des Wehrgeschichtlichen Museums (WGM) Rastatt GmbH.
Seit 2008 ist er Leiter der Volkshochschule Bad Neustadt und Rhön-Saale. Außerdem ist er Leiter der städtischen Kulturarbeit.

## Schriften (Auswahl)
- (Red.): Glanz des Barock. Sammlung Ludwig in Bamberg. Fayence und Porzellan. [Katalog] (= Schriften des Historischen Museums Bamberg. Nr. 31). Verlag Fränkischer Tag, Bamberg 1995, ISBN 3-928648-16-0.
- (Red.): Karlheinz Bauer, 1925–1976. Zwischen Traum und Realität. Zeichnungen, Aquarelle, Ölmalerei, Collagen, Photos. Ausstellung der Stadtgalerie Villa Dessauer, 11.2. – 14.4.1996. Katalog zur Ausstellung (= Schriften des Historischen Museums Bamberg. Nr. 33). Historisches Museum, Bamberg 1996.
- Bamberg als Garnisonsstadt im 19. und beginnenden 20. Jahrhundert (= Heimatbeilage zum Amtlichen Schulanzeiger des Regierungsbezirks Oberfranken. Nr. 248). Hrsg. von der Regierung von Oberfranken, Bayreuth 1998.
- mit Stefan Kestler: Bamberg und die Revolution von 1848/49. Begleitband zur Ausstellung "Bamberg und die Revolution von 1848/49" vom 28. April bis 12. Juni 1998 im Stadtarchiv Bamberg (= Veröffentlichungen des Stadtarchivs Bamberg. Nr. 7). Stadtarchiv, Bamberg 1998.
- mit Stefan Kestler: "Drum frisch, Kameraden, den Rappen gezäumt…". Ein historisch-phototgraphischer Streifzug durch die Bamberger Garnisonsgeschichte 1871–1939 (= Veröffentlichungen des Stadtarchivs Bamberg. Nr. 8). Verlag Fränkischer Tag, Bamberg 1998, ISBN 3-928648-36-5.
- Die Reichswehr in Bayern von 1919 bis 1924 (= Schriftenreihe Studien zur Zeitgeschichte. Bd. 26). Kovač, Hamburg 2002, ISBN 3-8300-0646-2.
- mit Isabel Reindl (Bearb.): Francisco de Goya – Desastres de la guerra. "In einem Zustand weit unter dem Tiere". Begleitband zur Sonderausstellung [im Wehrgeschichtlichen Museum vom 12. Mai bis 5. August 2007] (= Studiensammlungen und Sonderausstellungen im Wehrgeschichtlichen Museum Rastatt. Bd. 5). Wehrgeschichtliches Museum, Rastatt 2007, ISBN 978-3-9810460-2-1.